# Mychajliwka (Poltawa, Dykanka)
Mychajliwka (ukrainisch Михайлівка; russisch Михайловка Michailowka) ist ein Dorf in der ukrainischen Oblast Poltawa mit etwa 400 Einwohnern (2001).
Das Dorf mit einer Fläche von 2,072 km² liegt auf einer Höhe von 100 m am rechten Ufer der Worskla, 5 km nordöstlich vom ehemaligen Gemeindezentrum Stassi, 7 km südöstlich vom ehemaligen Rajonzentrum Dykanka und 25 km nördlich vom Oblastzentrum Poltawa.

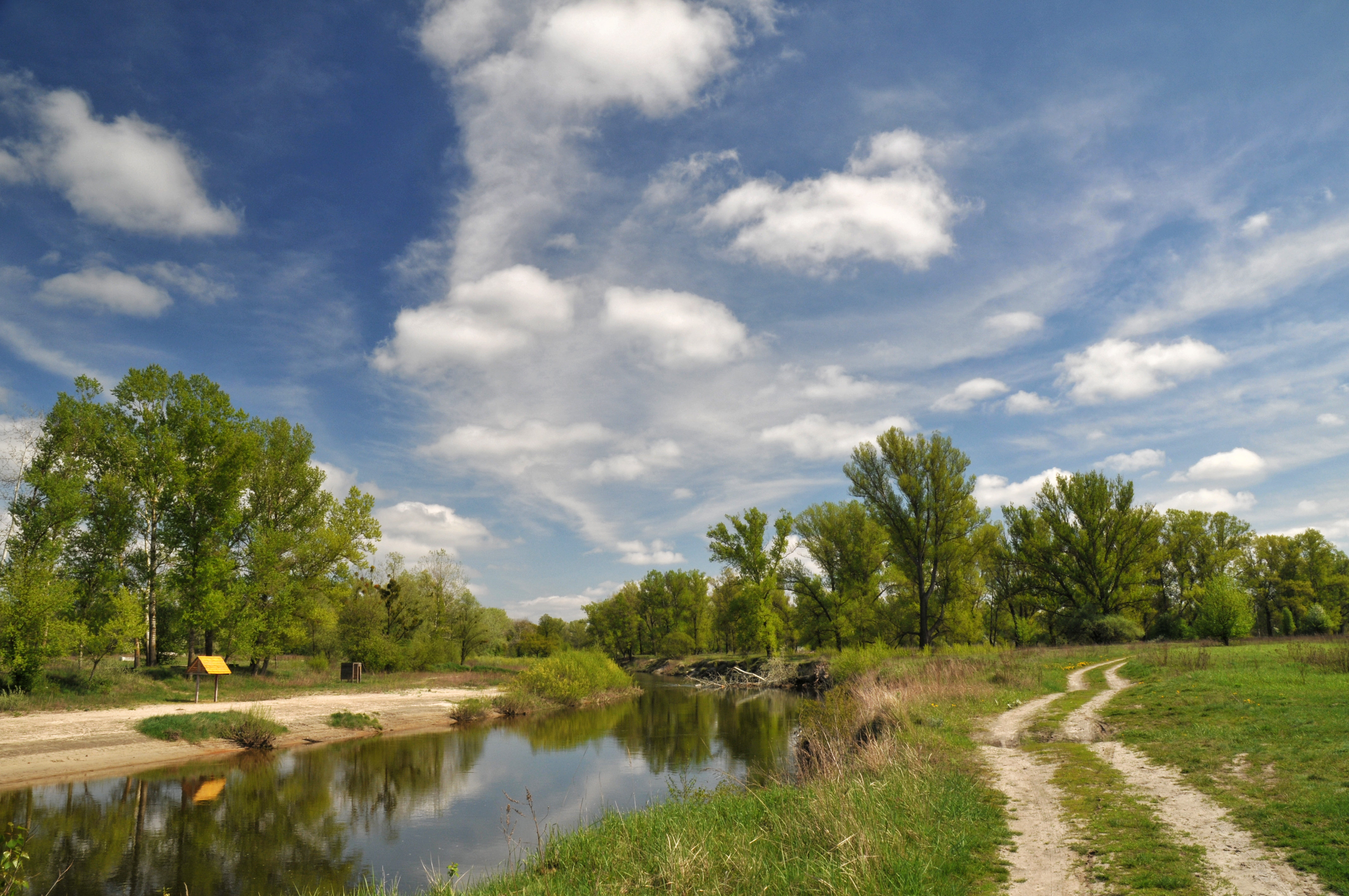
Die Worskla bei Mychajliwka

Vier Kilometer nordwestlich vom Dorf verläuft die Fernstraße N 12.
Am 12. Juni 2020 wurde das Dorf ein Teil der neugegründeten Siedlungsgemeinde Dykanka bis dahin war es Teil der Landratsgemeinde Stassi (Стасівська сільська рада/Stassiwska silska rada) im Südosten des Rajons Dykanka.
Am 17. Juli 2020 kam es im Zuge einer großen Rajonsreform zum Anschluss des Rajonsgebietes an den Rajon Poltawa.